# 郡上市歴史資料館
郡上市歴史資料館（ぐじょうしれきししりょうかん）は、岐阜県郡上市にある博物館。

## 概要
郡上市の歴史及び文化を伝える資料及の収集、保存及び調査研究を目的とする施設である。郡上市役所中坪庁舎跡地に2018年（平成30年）3月29日竣工。同年4月10日から4月22日まで内覧会が開催され、同年10月より図書資料及び収蔵資料の一部について閲覧利用が開始された。
建物の建築面積は1388.41m2、延床面積は2488.24m2。建物はエントランス棟（RC造・地上2階地下1階建）、収蔵棟（木造・地上2階建）、展示棟（木造・地上2階建）で構成されている。これらの建物は繋がっている。

## 施設概要

### 地下1階
- 考古・自然資料収蔵庫

### 1階
- エントランスホール
- 特別収蔵庫
- 写真棚収蔵庫
- 閉架書庫

### 2階
- 会議室
- 一般収蔵庫
- 整理作業室
- 展示コーナー
- 閲覧コーナー

## 交通アクセス

### 公共交通機関
- 長良川鉄道越美南線 郡上八幡駅下車、徒歩で約30分。
- 岐阜バス：高速岐阜八幡線、郡上市自主運行バス：和良・明宝線、郡上市自主運行バス：小駄良線、まめバス：「新中坪住宅前」バス停より徒歩で約2分。

### 自動車
- 東海北陸自動車道 郡上八幡ICより国道156号・県道319号（郡上八幡トンネル経由）で約2㎞。

## 周辺施設
- 郡上八幡城
- 城下町プラザ
- 郡上八幡博覧館
- 郡上警察署
- 郡上簡易裁判所
- 岐阜家庭裁判所郡上出張所